# 嘉納治五郎
嘉納 治五郎（かのう じごろう、旧字体：嘉納󠄁 治五郞、万延元年10月28日〈1860年12月10日〉- 昭和13年〈1938年〉5月4日）は、日本の柔道家・教育者・貴族院議員。兵庫県出身。別表記：加納 治五郎。
講道館柔道の創始者である。明治から昭和にかけて、柔道のみならず日本のスポーツ・教育分野の発展に尽力した。柔道の父、日本の体育の父と呼ばれる。

## 生涯

### 生い立ち
1860年12月10日（万延元年10月28日）、摂津国御影村（後の兵庫県神戸市東灘区御影町）で、父・嘉納治郎作（希芝）と母・定子の三男として生まれる。柳宗悦の母は治五郎の姉。のちに菊正宗酒造・白鶴酒造を経営した嘉納三家とは分家筋に当たる。
祖父の治作は酒造・廻船にて甚だ高名であった。治五郎の父・治郎作はその長女・定子に婿入りし、治作は当初、治郎作に家を継がせようとしていたが、治郎作はこれを治作の実子である義弟に譲り、自らは灘五郷の清酒を江戸に送る樽廻船業に従事した。幕府の廻船方御用達を務め、和田岬砲台の建造を請け負った。勝海舟を無名時代から評価していた函館の豪商である渋田利右衛門は自分が死んだ後でも勝の後援者になってくれる人物として、竹川竹斉、濱口梧陵、嘉納治郎作を紹介した。
1866年（慶應2年）6歳の頃、画家山本竹雲と医師「山岸某氏」のもとで漢学・儒教と書道を習う。
1869年（明治2年）9歳の頃、母・定子が亡くなる。
1870年（明治3年）、明治政府要人となっていた勝海舟の推挙で新政府に出仕する父に伴い、9歳の治五郎も上京。
1871年（明治4年）、生方桂堂が主宰する成達書塾に入塾し、書を学ぶ。
1872年（明治5年）、生方桂堂の助言で、洋学者箕作秋坪が主宰する浜町の三叉学舎に入塾し、英語を学ぶ。

### 東京大学時代

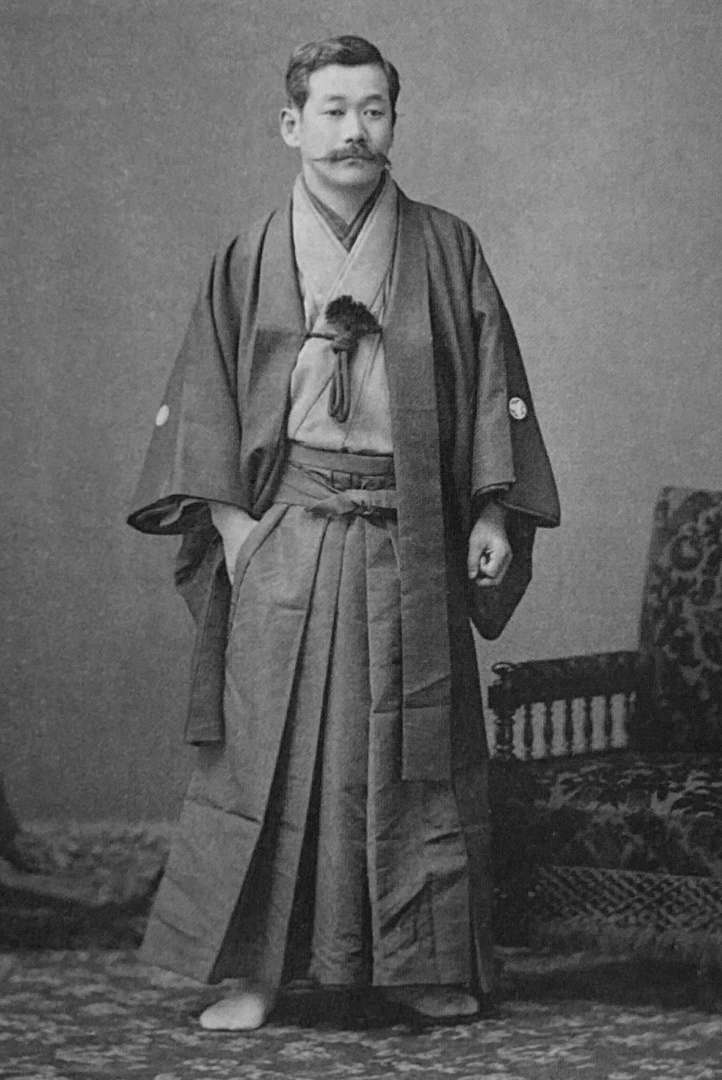
嘉納治五郎（32歳）、1892年頃

1873年（明治6年）、芝烏森の育英義塾（校主は有栖川宮熾仁親王）に転塾し洋学、英語、ドイツ語を学ぶ。1874年（明治7年）、官立外国語学校（後の東京外国語大学）に入学。1875年（明治8年）、同校卒業後、官立開成学校に進学。1877年（明治10年）に開成学校が東京大学に改組され文学部第一年に編入。1881年（明治14年）7月、文学部政治学及理財学科を卒業（文学士）、同年中に撰科生として文学部哲学科に編入、翌1882年（明治15年）7月に同科を卒業した。
東京大学在学中は、漢文学を中村正直や三島毅（中洲）、島田重禮（篁村）等に、和学を横山由清、小中村清矩、黒川真頼等に、印度哲学は原担山、吉谷覚寿等につき、講師であった渋沢栄一の経済学の講義も受けた。またアーネスト・フェノロサの薫陶を受けその指導の下、政治学、理財学（経済学）、哲学、道義学（倫理学）、審美学を学び、特にスペンサー哲学に感銘を受ける。また1878年（明治11年）には三島の漢学塾二松學舍（後の二松學舍大学）の塾生となる。
文学部の同級生には、末岡精一（帝大法科大学教授）、坪井九馬三（文科大学長）、都築馨六（枢密顧問官）、辰巳小次郎（諸方の私立学校教師）、田中稲城（和漢学、帝国図書館長）らがいた。また嘉納と同期卒業生には森鴎外（医学部）もおり、その小説『雁』（1911年9月–1913年連載、1915年刊行）は鴎外の卒業間際の明治13年、14年頃をモチーフに執筆したとされ、登場人物「石原」のモデルは嘉納という説もある。
1882年（明治15年）1月より学習院の政治経済科講師（立花種恭院長）を務めた。当時同校はまだ小規模な私立学校で、生徒は嘉納より年長者が多く、子爵山口弘達、子爵大久保忠順、子爵佐竹義理、子爵牧野貞寧などが在学していた。

### 柔道創始
育英義塾・開成学校時代から自身の虚弱な体質から強力の者に負けていたことを悔しく思い非力な者でも強力なものに勝てるという柔術を学びたいと考えていたが、親の反対により許されなかった。当時は文明開化の時で柔術は軽視され、師匠を探すのにも苦労し、柳生心眼流の大島一学に短期間入門するなどした後、幕府の最後の講武所師範であった天神真楊流柔術の福田八之助に念願の柔術入門を果たす。この時期の話として、「先生（福田）から投げられた際に、『これはどうやって投げるのですか』と聞いたところ、先生は『数さえこなせば解るようになる』と答えられた」という話がある。
1879年（明治12年）7月、渋沢栄一の依頼で渋沢の飛鳥山別荘にて、来日中のグラント前アメリカ大統領の前で、学友・五代竜作を相手に柔術を演武した。8月、福田が52歳で死んだ後は天神真楊流の家元である磯正智、同門で湯島天神下同朋町で修心館を開いていた井上敬太郎に同流柔術を学ぶ。
1880年（明治13年）、東京大学で開かれた戸塚派楊心流柔術一門の演武披露に飛び入り参加。小柄の治五郎が楊心流戸塚一門の巨漢と試合をして勝ち、一躍、世間の話題となる。
講道館の記録では講道館創始2年前の明治13年としているが、実際は講道館柔道創始（明治15年）の1年後の1883年7月7日（明治16年）に行われている。
また試合では投技で勝って一躍有名になったとしているが、石川千代松によると嘉納は戸塚の門人に引きずり回されたとしており、井上哲次郎は嘉納は大いに苦戦したと書いており、エルヴィン・フォン・ベルツによると東京の若者たちの中で誰一人として嘉納治五郎でさえ千葉から来たどの警察官（戸塚彦介の門人）に対しても敵わなかったと記している。また千葉県令の船越に提出された資料では嘉納治五郎は戸塚の門人に投げられたと書かれている。
講道館側の記述では神業の浮腰で戸塚派楊心流の四天王に勝ったしており、当時の試合については諸説ある。

東京大学での戸塚彦介の演武会については楊心古流#東京大学での演武を参照。
1881年（明治14年）、東京大学文学部卒業。磯の死後、起倒流の飯久保恒年に学ぶようになる。柔術二流派の乱捕技術を取捨選択し、崩しの理論などを確立して独自の柔道を作る。
1882年（明治15年）、下谷北稲荷町16（後の台東区東上野5丁目）にある永昌寺の12畳の居間と7畳の書院を道場とし囲碁・将棋から段位制を取り入れ講道館を設立。
1883年（明治16年）10月、起倒流皆伝。
1889年（明治22年）、講演「柔道一班並二其教育上ノ価値」において、柔道修行の目的を勝負法（武術/真剣勝負/護身）、体育法（体育）、修心法（知育/徳育/応用）と定義した。
治五郎は柔術のみならず、剣術や棒術、薙刀術などの他の古武道についても自らの柔道と同じように理論化することを企図し、香取神道流（玉井済道、飯篠長盛、椎名市蔵、玉井滲道）や鹿島新当流の師範を招いて講道館の有段者を対象に「古武道研究会」を開き、剣術や棒術を学ばせた。また望月稔、村重有利、杉野嘉男などの弟子を選抜し大東流合気柔術（後に合気道を開く）の植芝盛平や神道夢想流杖術の清水隆次、香取神道流の椎名市蔵などに入門させた。薙刀術は各流派を学んだ（雑誌『新武道』では、この薙刀術が戦時下国民学校の標準となったされるが、国民学校令施行以前に既に大日本武徳会式の薙刀術は学校教育に採用されている）。
なお、第五高等中学校長時代（1891-93年）には、旧熊本藩の体術師範だった星野九門（四天流柔術）と交流した。
1897年（明治30年）3月頃には、創部したての東京専門学校（後の早稲田大学）柔道部の柔道場にも指導に訪れていたという。
1905年（明治38年）5月、大日本武徳会から柔道範士号を授与される。
1922年（大正11年）、講道館文化会を設立し、柔道の理念としてそれまでの「柔の理」から新たに発展させた「精力善用」「自他共栄」を発表する。

#### 精力善用国民体育
1927年（昭和2年）、嘉納は講道館文化会において「精力善用国民体育」を発表する。それは国民生活の改善のために体育と武術を兼ねており、いつでもどこでも稽古が実施可能であり、多様な目的を有する体育法として作成されたものだった。その中には1909年（明治42年）に嘉納が発表した「擬働体操」に含まれた、物を磨く動作及び当身技（突き、蹴り）と類似した動作も含まれていた。
嘉納は「精力善用国民体育」が「攻防式国民体育」と「舞踊式国民体育」（昭和6年以降の表記名、昭和5年以前表記名「表現式国民体育」）の2種によって構成されることを言及している。「表現式」「舞踊式」は「五の形」の中にあるような天然の力（逆浪の断崖に打つかり戻る水の動く有様、風のために物体が動揺する有様、天体の運行、その他百般の天地間の運動）や、能や舞踊にあるような人間の観念・思想、感情を、人間の身体をもって巧みに形容し表現し、体育の理想に適うように組合わせ、色々の組織を立てたものとされる。嘉納は研究途中であった「舞踊式」の完成を図っていることを、次のように語っている。
「今日すでに案出せられている攻防式国民体育の普及を図ると同時に、今一層深くこれを研究して改良に努め、国民体育中、いまだ完成に至らざる舞踊式のごときは、研究を続け、なるべく早く世に発表することに努力するつもりである」
この形には嘉納が乱取競技を認めつつ、その弊害を是正するための研究成果が随所にあり、柔道における競技性と武術性のバランスをいかにとるべきか、嘉納の視点を学ぶ上で貴重な資料となっている。

#### 柔道舞踊
柔道舞踊は、講道館の黎明期から昭和の終わりごろまで女子部員によって踊られていた、柔道の技を取り入れた舞踊である。当時は女性に試合の機会が少なかったため、嘉納治五郎が、「男女平等に柔道を普及させたい」と発案したとされる。女性にも取り組みやすいような踊りを取り入れるなど工夫されたという。嘉納が研究を続けていた「精力善用国民体育」のうちの「舞踊式」を探る上での資料ともなる。

### 教育者・文部官僚として

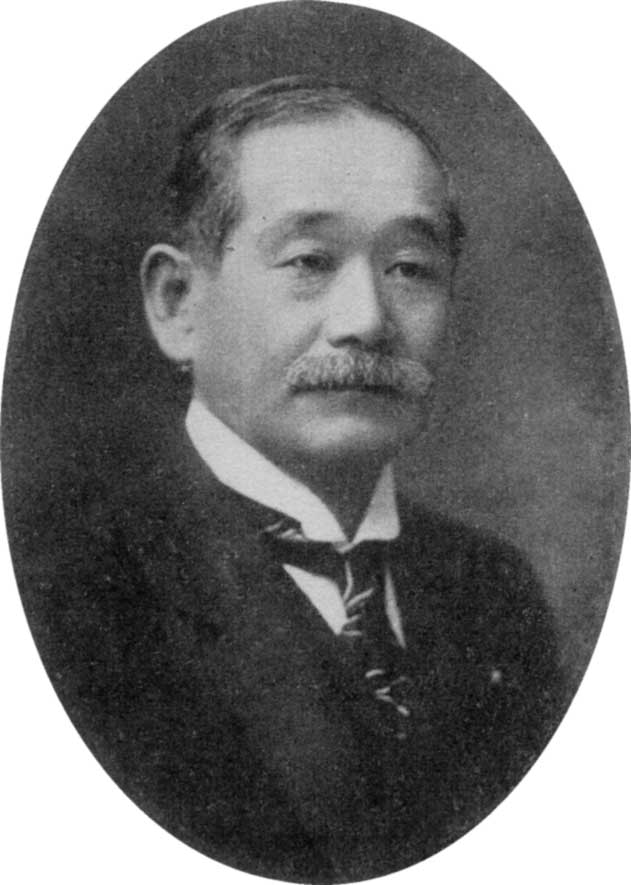
嘉納治五郎

嘉納は教育者としても重用され、1882年（明治15年）1月からの学習院講師を皮切りに、同年8月に教師（宮内省御用掛兼務）、同校が官立化した1884年（明治17年）に教授補、1885年（明治18年）に幹事兼教授、1886年（明治19年）には教授兼教頭に抜擢された（1884年には駒場農学校の理財学教授も委嘱された）。
1891年（明治24年）8月に第五高等中学校長（小泉八雲を招聘）、1893年（明治26年）6月には短期間ながら第一高等中学校長に任ぜられた後、同年9月より3期23年余にわたって高等師範学校（1902年に東京高等師範学校に改称。 1978年、筑波大学に完全移管し、キャンパス内に立像あり）及び附属中学校（後の 筑波大学附属中学校・高等学校）校長を務めた。
この間、文部官僚として、文部省年報編纂方取調委員、大臣官房図書課長、中学校学則取調委員、図書編纂審査委員長、文部省参事官、普通学務局長を兼務し、さらに修身教科書調査委員、国語調査委員会委員、高等教育会議議員、教員検定委員会委員、教科用図書調査委員会委員、教育調査会会員、臨時教育会議委員、臨時教育委員会委員、兵式体操振興ニ関スル調査委員などを歴任、臨時教育会議においては師範大学設置＝高等師範学校の大学昇格の論陣を張った。
その他、1887年（明治20年）、井上円了が開設した哲学館（東洋大学の前身）でも講師を務め、棚橋一郎とともに倫理学を担当（同科の哲学館講義録も執筆）。
また、嘉納自身が柔道の精神として唱えた精力善用、自他共栄を校是とした旧制灘中学校（後の灘中学校・高等学校）の設立に関与し、日本女子大学創立委員に名を連ねた。
独自の教育活動としては、1882年（明治15年）2月に上野永昌寺に私塾・嘉納塾を、5月に南神保町に英語学校「弘文館」を創立。また、高等師範学校長時代の1896年（明治29年）には文部大臣西園寺公望から託された清国留学生13名を受け入れ（組織的な「留学生に対する日本語教育」の嚆矢とされる）、1899年（明治32年）には留学生教育のために私塾「亦楽書院」を、1902年（明治35年）には規模拡大のため牛込に弘文学院を開設（のち宏文学院と改称、翌03年より松本亀次郎が校長）、留学生500名を数え、1904年（明治37年）には分校4校を開いた。後に中国文学革命の旗手となる魯迅も同校で学び、嘉納に師事した。

### 武道家・武術家として
嘉納は講道館柔道の創始と共に、大日本武徳会設立にも参加し、「武徳会柔術試合審判規定」（1899年）、「武徳会柔術形制定委員会」（1906年）において諸流派の委員をまとめる委員長を務めた。柔道（柔術）家・剣道（剣術）家等の武道（武術）家の称号制定に際しては、当初から武徳会全武術の最高位の範士号・教士号の審査を担当する選考委員3名のうちにあり（共に担当した委員は北垣国道、渡辺昇）、嘉納自身が範士号を授与されたのも他の授与者と比較して40代という若さでであった。また、1914年12月に武術詮衡委員が「柔道」「剣道」「居合」「弓術」「槍術」の各武術毎の委員に委嘱され選考されるようになった際にも、嘉納は全部門委員を統括する委員会委員長に委嘱されている。
また、嘉納は多彩を極める古流の中には心眼流や大東流など乱捕りという共通部分を持たない特殊なものも多い事を認識し、講道館柔道の完成と普及に尽力する一方、各古流の道場を廻って講道館に組み入れる事の出来なかった他流の技法の保存と伝承に力を入れていた。
日本伝講道館柔道の創始者である嘉納治五郎は、武術に教育的価値を見出し整備した武道のパイオニアであり、武術家としてその実績から「維新以降百年の柔術界の最高の偉人」 とも評される武術・柔術界の第一人者であった。

### 高等師範学校でのスポーツ奨励と体操科教員養成
嘉納の高等師範学校長時代の特徴的な取り組みとして、課外活動での各種スポーツの奨励と体育科（特科）の設置が挙げられる。
1894年（明治27年）秋に同校初の「大運動会」が開催され、1896年（明治29年）3月には嘉納は運動部を統括する「運動会」を結成（初代会長に就任）、柔道部（1894年創部）の他、撃剣（剣道）及び銃槍部・弓技（弓道）部・器械体操部・ローンテニス（庭球）部・フートボール（蹴球）部・ベースボール部・自転車部の8部を設置し、生徒は必ず一つ以上の運動部に所属して毎日30分以上の運動をすること、毎月1回の遠足、水泳・漕櫓等の臨時開催が定められた。1901年（明治34年）10月、嘉納の提案で寄合会と運動会を統合した「校友会」が発足した。
一方、1890年代からの中等学校進学者の増加に伴う教員不足に対処するため、文部官僚として嘉納もその制定に関与した1894年4月の「高等師範学校規程」では、第12条で必要に応じての「専修科」設置＝特定教科の短期教員養成が可能とされた。同規程に基づき、同校は体操（体育）の専修科として、1899年（明治32）に「体操専修科」が初めて設置（修業年限2年）された。以後、嘉納校長時代に「修身体操専修科」「文科兼修体操専修科」などが開設されたが、1913年（大正2年）に設置された「体操専修科」では、専攻・学科目に体操と並んで柔道・剣道が初めて追加された（1911年の中学校体操科での撃剣・柔術の採用に対応）。
さらに、1915年（大正4年）2月の文部省令「高等師範学校規程」改定に基づき、東京高等師範学校（1902年改称）では文科・理科の2学科に特科として体育科が加わった。これ以降、体操伝習所以来、実質的に中断されていた恒常的な体操科教員の養成及び体育研究が再開されることとなった。
1910年（明治43年）に嘉納は自身の体育・スポーツ観として、「筋骨発達、身体を強健にする」こと、「自己に対し、人に対し道徳や品位の向上を図ることができる」こと、「運動の習慣、長く継続することで心身共に常に若々しく生きることができる」こと、そしてそれによって社会に貢献することができるとした。

### 大日本体育協会の設立と東京オリンピック招致

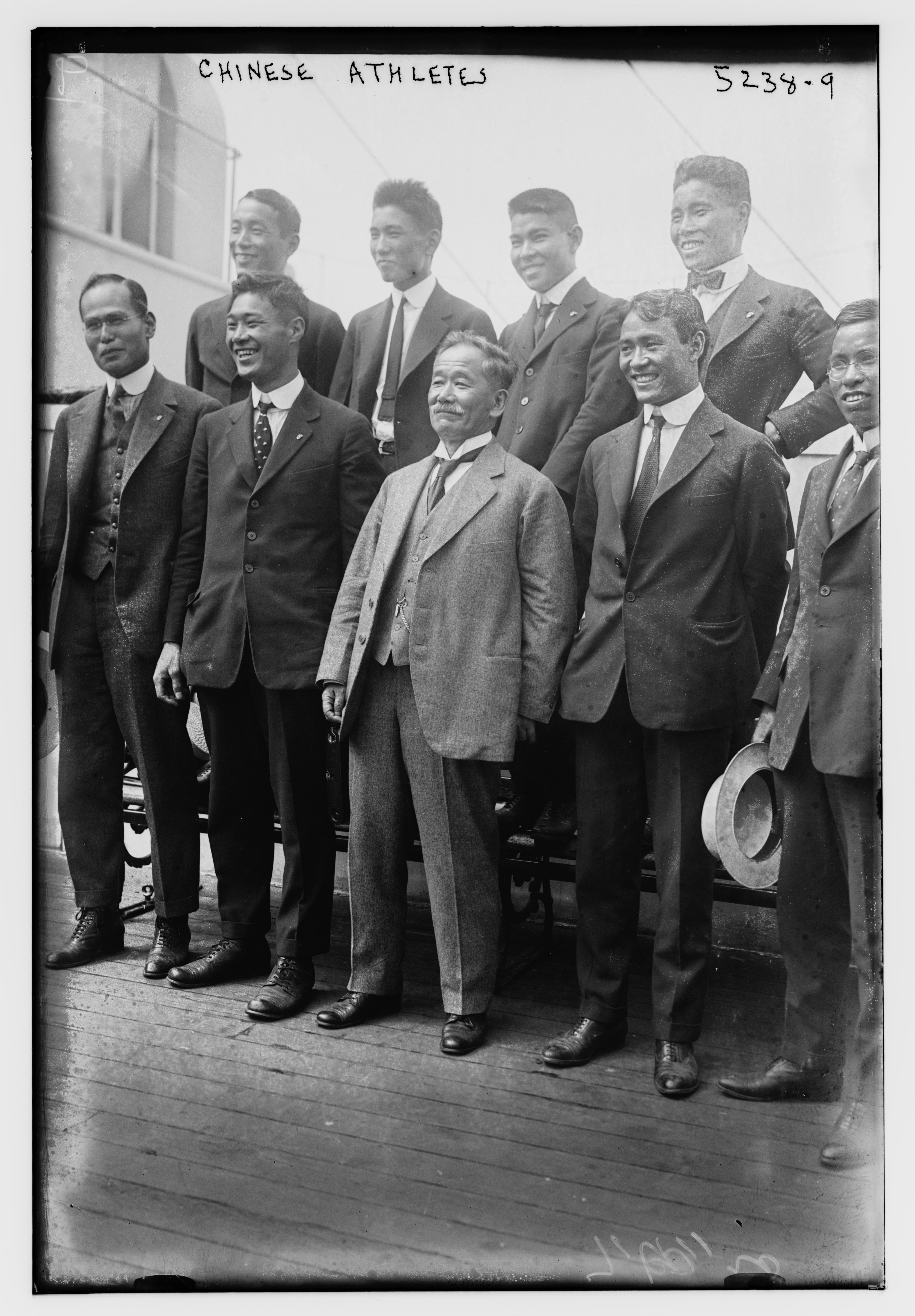
1920年アントワープオリンピックの選手たちと（前列中央）。その左は茂木善作、後列右端に金栗四三

日本のスポーツの道を開き、1909年（明治42年）国際オリンピック委員会（IOC）委員となる。
1911年（明治44年）に大日本体育協会（後の日本スポーツ協会）を設立してその会長となる。1912年（明治45年）7月、日本が初参加したストックホルムオリンピックでは団長として参加した。
1922年（大正11年）2月、貴族院議員（勅選）となる。
1924年（大正13年）合気道・柔道家の富木謙治が早大柔道部で謦咳に接し、影響を受ける。
1936年（昭和11年）のIOC総会で、1940年（昭和15年）の東京オリンピック（後に日中戦争の激化などにより返上）招致に成功した。

### 帰国途上の客死
1938年（昭和13年）、カイロ（エジプト）で行われたIOC総会に赴き、東京大会招致活動に尽力。アメリカ経由での帰国途上の5月4日、氷川丸船内で肺炎により死去。乗船前から風邪のため体調が優れず、船内では静養に努めていたが、横浜港到着の2日前に悪化して帰らぬ人となった。遺体は氷詰にして持ち帰られ、横浜港では棺にオリンピック旗をかけられて船から降ろされた。77歳没。生前の功績に対し勲一等旭日大綬章を賜る。墓所は千葉県松戸市の東京都立八柱霊園。

## 柔道における修心活動 文化会・啓蒙雑誌・講演活動
嘉納は1882年創立の嘉納塾以降、1888年善用塾、成蹊塾、1900年全一塾と対象年齢毎の私塾を展開していく。そこでは知育、徳育、体育のどれにも偏らない教育を塾の方針とし、そこから杉村陽太郎、高島平三郎、南郷次郎、嘉納徳三郎、苫米地英俊など様々な各方面に活躍する多くの卒業生が巣立っている。
また1898年に嘉納は嘉納塾以外の私塾を統合して造士会を創立し、1915年に柔道会、1922年に講道館文化会の創立をし、教育薫陶、世の中に有益な人物の輩出を目的として対象を広げていく。
1898年の「造士会創立の趣旨」において造士会の事業として、
1. 塾舎を設けて子弟を教育薫陶する
2. 講道館柔道やその他の武芸体操を教授する
3. 雑誌を刊行して本会の趣旨の貫徹を図る

とある。
1915年の「柔道会創設の趣旨」において、「講道館と連携し、柔道会を設け柔道のみならず人間形成に役立てる」とし、具体的には「柔道の本義や修行の方法をさずけるだけでなく、役に立つ人間乃ち有数健全なる国民の育成を目指す」「雑誌・図書の刊行、講演会・講習会の開催、柔道の奨励・指導を行う」としている。
1922年の「講道館文化会」の目的としては、
1. 個人に対しては身体強健、知徳の練磨、社会において有力なることとする。
2. 国家に就いては、国体を尊び歴史を重んじ、その隆昌を図ろうとするため常に必要な改善を怠らない。
3. 社会にあっては個人団体ともお互いに助け合い譲り合い、融和を実現する。
4. 社会においては人種的偏見をせず、文化の向上、人類の共栄を図る。

とした。
そして、雑誌の発刊として、私塾教育においては嘉納塾の機関紙『嘉納塾同窓会雑誌』を発刊し、造士会においては『國士』、柔道会においては『柔道』・『有効之活動』、講道館文化会においては『大勢』・『柔道界』・『柔道』・『作興』とその時期その時期で対象読者を上げてテーマを広げ、目的ごとに使い分け、改題しながらも活動を続けていく。
雑誌刊行の目的として嘉納は「講道館柔道の修行者として、さらに多方面にも修養の資料となるべき雑誌を発行したならば、これによりて継続的に、秩序的に、柔道に関する自分の考えを示すことができる。さらにこの仕事に加えて、適当なる機会を利用して、講道館において話をしたならば、やや教育が行き渡るであろう」と述べている。
雑誌の講述において嘉納の扱うテーマは多岐にわたり、その内容は、
1. 技や技術、また試合をも含める修行の仕方について理想を説くもの。
2. 日常生活を通じての修養や訓育に関するもの。
3. 国家や社会の問題を指摘し、見解と訓育を述べるもの。

に大別することが出来る。

## 各種スポーツ・格闘技・武道における嘉納治五郎の影響

### 陸上競技・水泳
嘉納治五郎校長の高等師範学校では、1898年（明治31年）2月、御茶ノ水から池上本門寺まで走る「各級健脚競走」が開かれ、約160人が参加、長距離走大会は後に高師の伝統となった。1901年（明治34年）高師運動会では、全国の中学校・師範学校の選手を集めた競走を初開催したほか、第2回の長距離走大会を大宮氷川公園で実施した。
1902年（明治35年）、校友会に徒歩部と游泳部が加えられ、そのうちの徒歩部が筑波大学陸上競技部の前身となった。当時まだ「陸上競技」という言葉は存在しなかったが、嘉納校長は「徒歩主義」を提唱し「徒歩は両脚さえあれば老若男女問わず、費用も掛からず、季節も関係なく行えることから、日本国民一般に普及させるのに最適である。ただ歩くだけではおもしろみに欠けるので、道徳教育を兼ねた神社仏閣・名所旧跡めぐりや別の娯楽を取り入れて幼少期から歩かせれば、徒歩に興味を持ち、老いてなお杖を手に歩く習慣ができる。また誰しも走ったり跳んだりすることがあり、日頃から訓練しておくことに意義がある」という考え方の元、国民体育の向上に腐心していた嘉納は、誰でも簡単に行えてかつ効果があるものとして陸上競技に目を付けた。
1902年に始まる嘉納校長・東京高等師範学校による水泳教育は、当時の嘉納の「四方を海に囲まれる我が日本国においてその国民の生命を守るべき水泳教育の重要性」の提唱による。明治時代には、プールは最も貴重な運動施設であり、全国に僅かしか見ることができなかった。そのため、水泳の授業は、自然の川や海などで、古式泳法（日本泳法）の指導方法を利用しながら行われた。特に、高等師範学校の泳法として、各流派の優れた点を合理的に取り入れた泳法の「水府流太田派」が生まれ、千葉県館山市富浦町の筑波大学付属中学校寮で脈々と引き継がれてきている。

### 野球
1875年（明治8年）頃、嘉納は開成学校（後の東京大学）に入学し、当時1873年（明治6年）にアメリカからホーレス・ウィルソンによって渡来したばかりのベースボール（野球）に熱中している。嘉納は「以前からいろいろの運動もやってみた。器械体操も少しやった。駈けっこもやった。船も漕いだ。最もよくやったのはベースボールであった」「自分がベースボールの選手だったと言ったら不思議がろうが、そのころ自分はピッチャーであった」と書き残している。大学にベースボール（野球）チームを作ったのは治五郎がはじめてといわれ、日本野球史上でも大恩人といえる役割を果たしている。

### サッカー
1896年、筑波大学蹴球部の前身である東京高等師範学校フートボール部が創部される。
1919年3月12日、東京朝日新聞紙上に突如として、イングランド・フットボール協会（FA）から、日本蹴球協会の設立祝いとして純銀製の立派なカップを寄贈の記事が掲載される。当時日本国内には蹴球協会は未だ存在せず、日本蹴球協会設立の報はFA側の誤解によるものであったが、日本は蹴球協会設立の機運が高まることになる。東京高等師範学校長（大日本体育協会会長）であった嘉納は内野台嶺に対し、日本蹴球協会設立の厳命を与える。そして3月28日、蹴球協会が設立されるまでという条件で、嘉納治五郎が英国大使館でカップの譲り渡しを受ける。
嘉納の命を受け、1921年9月10日、初代会長に今村次吉が就き、大日本蹴球協会が設立された。

### ウェイトトレーニング
日本に本格的な筋力トレーニングが伝えられたのは、1900年頃であり、柔道の創始者である嘉納治五郎の功績が大きかったと言われている。嘉納は「柔道の創始者」のみならず、「日本近代筋力トレーニングの父」とも呼ばれている。
嘉納は、世界でのIOC委員としてのオリンピック活動や柔道の普及活動を行う中で渡欧中、ヨーロッパにて近代トレーニングの父と呼ばれるユージン・サンドウが著した筋力トレーニングの書籍『Sandow's System of Physical Training』（1894）に出会い共鳴している。その効用を実感した嘉納は講道館の雑誌「國士」にて連載し紹介した。当時この連載は好評となり、1900年には嘉納は『サンダウ体力養成法』を造士会から出版するに至っている。嘉納は柔道界のみならず国民へもその体力養成法を推奨し、サンドウが体操に用いた手具（鉄亜鈴）などの販売、宣伝も行った。
また1933年（昭和8年）、IOC委員としてウィーン会議に出席していた嘉納はその帰途、オーストリアから正式なバーベル一式を購入、輸入した。このバーベルは、当時、東京・代々木にあった文部省体育研究所に運ばれ、ウエイトリフティングの技術研究と練習が行われ、普及のための講習会も開かれた。
嘉納の活動・翻訳本は日本のボディビル界の祖、若木竹丸などにも影響を与え、若木がウエイトトレーニングに目覚めたきっかけにもなっている。柔道家木村政彦などもその先見性から若木からウェイトトレーニングの指導を受けている。

### レスリング
嘉納治五郎は、日本柔道界に挑戦してきた海外プロレスラーとの対戦「アド・サンテル事件」を戦った庄司彦男のその後のレスリング活動に至る背景や、自身の秘書であり庄司の後輩でもあった八田一朗の「日本レスリング界の父」と呼ばれるに至る日本レスリング界への活動とその思想に影響を与えている。

### サンボおよびブラジリアン柔術
サンボ、ブラジリアン柔術(BJJ)ともに、柔道をもとに競技体系が確立した。前者は「ロシア柔道の祖」として日本で学んだ柔道をロシアに伝え「サンボの創始者」の一人としても挙げられるワシリー・オシェプコフの影響により体系化が行われ、後者は講道館出身の前田光世が広めたものであり、直接の系譜がある。MMAのグラップリング指導者ジョン・ダナハーは「世界の着衣レスリングの三つの主要な形態は全て、ただ一人の男を源流とする…インクレティブルな達成としかいいようがない」とした上で、これらの武道は「ランドリ（乱取り）というトレーニング・システムを導入、そのことによってコンバットスポーツ(格闘競技)と伝統的武道(トラディショナルマーシャルアーツ)の違いが生み出された」と指摘している。
「ロシア柔道の祖」であり「サンボの創始者」の一人であるワシリー・オシェプコフの銅像がウラジオストクで最初の柔道場を開いた処に完成し、2016年9月24日に除幕式が行われている。像は講道館柔道の創始者である嘉納治五郎から黒帯を受け取るイメージになっており、この銅像群には嘉納の弟子の一人、苫米地英俊も含まれている。

### ボクシング
嘉納治五郎の甥である嘉納健治は日本初のボクシングジムである国際柔拳倶楽部（後に大日本拳闘会と改名）を設立し、1931年（昭和7年）に、全日本プロフェッショナル拳闘協会（後の日本プロボクシング協会）結成に参加している。また嘉納健治は柔道対ボクシングの柔拳興行を企画・運営したが、その格闘技における武術性の志向には嘉納治五郎の影響がある。

### 空手
1922年（大正11年）5月、文部省主催第一回体育展覧会が開催され、大日本体育協会名誉会長・東京高等師範学校前学校長として本大会主催者であった嘉納は、沖縄の唐手家船越義珍の唐手（後の空手）の紹介・演武の参加要望頼み込みを受け、それを実現している。同年6月、嘉納は船越を講道館に招待し、唐手演武を依頼している。
空手の本土における上陸、全国的な普及活動の糸口となったのがこの時の講道館での演武会であり、それが近代空手道の出発点となる。さらに，嘉納の柔道を介しての武道の思想・システムは本土上陸を果たした唐手改め空手の普及・変化に大きな影響を与えることになる。1927年（昭和2年）に沖縄の唐手術を視察した嘉納は、唐手の組手や試合により前向きな宮城長順・摩文仁賢和両師範と知り合い、その上京を強く促した。嘉納の武道思想に影響を受けつつ、主に関西地方で活動した両人の空手普及活動が、その後の大学空手界における試合化、競技化という流れにも大きく寄与したといえる。
一方で、嘉納自身が空手から影響を受けたものとしては、昭和2年に沖縄を訪問したあと嘉納は「精力善用国民体育」という空手式の突き蹴りを中心とした体操を発表している。これは柔道界ではほとんど行われなかったようだが、嘉納の死後、昭和16年に国民学校となった戦時下での初等武道教育には大いに活用されたという。

## 灘校とのかかわり
- 1927年（昭和2年）嘉納は、千葉県に広大な土地を購入し、並木道まで整備し、長年の夢であった自分自身の私立学校を設立する計画に着手し始めた。しかし、多忙のため思いに任せられずにいた。そんな時、故郷の神戸市御影村の人たちから私立中学校を設立したいという相談を受け、彼はこの話に全面的に協力する。親戚筋である菊正宗、白鶴酒造を経営する嘉納三家にも出資を求め、東京高等師範学校時代の愛弟子眞田範衞を校長に送り込んで設立されたのが、旧制灘中学校（後の灘中学校・高等学校）である。嘉納自身が経営に携わることはなかったが、顧問として何度も灘校に足を運び、生徒に訓示し、激励した。嘉納のモットーであった「精力善用」「自他共栄」を校是に掲げ、柔道を正課に採用した。このため、灘校は校内に嘉納の立像を建てるなど、事実上の創立者として顕彰している[34]。

## エピソード

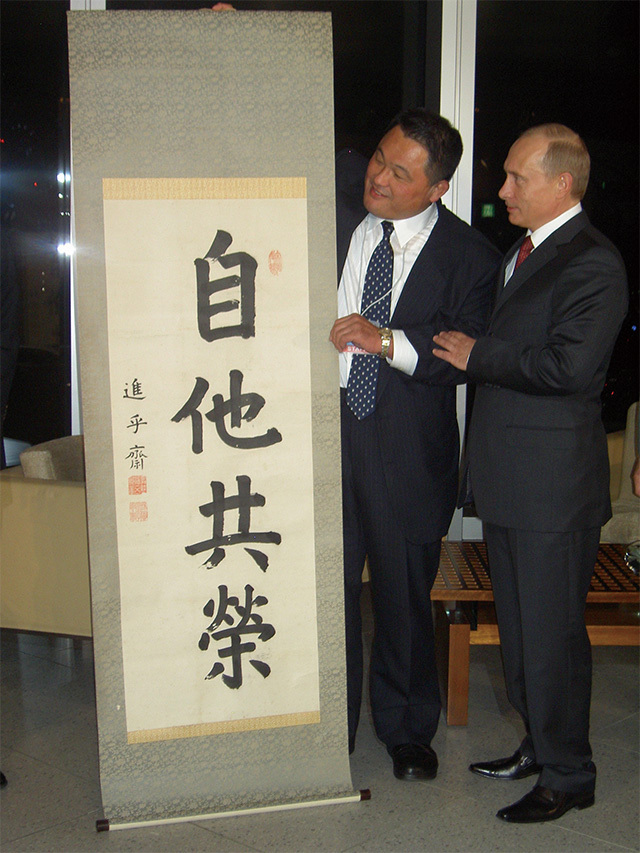
2005年11月、ロシア大統領ウラジーミル・プーチン（右）に嘉納治五郎の直筆の書を献上する東海大学体育学部教授山下泰裕（左）

- 1891年（明治24年）1月、欧米視察より帰国する船上でロシア人士官に挑まれ、これを投げた。同年4月10日の『讀賣新聞』がこの記事を掲載した。
- 1893年（明治26年）10月、嘉納が校長をしていた高等師範学校（のち東京高等師範学校）に、帝国大学（のち東京帝国大学）を卒業したばかりの夏目漱石が英語教師として赴任する。そこに至る嘉納と漱石のやり取りは、1908年（明治41年）の『処女作追懐談』や1914年（大正3年）の「私の個人主義」と題する学習院輔仁会での講演内容に語られている。そこでは漱石は嘉納を「上手な人」と表現する。また、そこでのやりとりは小説『坊っちゃん』の狸校長と坊っちゃんの会話内容にも流用されている。
- 夏目漱石作品における嘉納治五郎の柔道の影響として『坊っちゃん』（1906年発表）の登場人物・山嵐が会津出身で山嵐を得意技とした柔道家・西郷四郎をモデルの一人とする一説もあり[35]、また『三四郎』（1908年発表）作中においては登場人物・広田先生に柔術を指南する人物も描かれている[36]。当時は1919年の大日本武徳会における武道部門の名称統一以前であり、柔道は一般の認識では柔術としても呼称されていた時期でもあった。
- 1911年（明治44年）、千葉県我孫子市に別荘を構える。嘉納の甥である柳宗悦が同地に移住したことにより、当時、我孫子市が白樺派の拠点となる要因を生んだ。
- 1962年（昭和37年）から約2年放送されたTBS制作ドラマ「柔道一代」で、御木本伸介が演じた主人公・真野修五郎のモデルは嘉納治五郎であり、これが嘉納を主人公として扱った初の映像作品である[37]。
- 1978年（昭和53年）より「嘉納治五郎杯国際柔道選手権大会」（2007年からは「嘉納治五郎杯東京国際柔道大会」）が開かれ、13回（うち「嘉納治五郎杯国際柔道選手権大会」が12回）行われている。
- 1984年に日本銀行が新紙幣発行に際し、1万円札に福沢諭吉、5千円札に新渡戸稲造、千円札に夏目漱石の肖像をそれぞれ採用したが、その議論は1980年頃からなされ、それ以外の候補として、文学の世界からは、森鴎外、芥川龍之介、正岡子規、樋口一葉（2004年5千円札に当確）、与謝野晶子。音楽界からは、滝廉太郎。美術界からは、岡倉天心。そして、スポーツ界からは、大日本体育協会初代会長、アジア人初のIOC委員、講道館の創設者の嘉納治五郎が候補に挙がっている。以降も新紙幣発行の議論があるたびに嘉納の名前は候補に挙がっている。
- オリンピック柔道競技、世界柔道選手権大会に出場する柔道日本代表選手団が大会前に必勝祈願として、嘉納治五郎の墓参りをすることが恒例となっている。
- 2021年の10月28日、講道館柔道の創始者である嘉納治五郎の生誕161周年として、世界の多くの地域のGoogleロゴ・トップページが嘉納治五郎をモチーフにしたものに変更された。

## 家族
- 父：嘉納治郎作（1813 - 1885） - 生源寺希烈男
- 母：嘉納定子（? - 1869）
  - 長兄：嘉納寅太郎（久三郎） - 内務省山林局役人として北海道開拓に携わったのち、豊富町にて嘉納農場経営[38][39][40]。
  - 次兄：嘉納亀松（謙作）
  - 長姉：南郷柳子 - 南郷茂光の妻、その子に南郷次郎、九里四郎
  - 次姉：柳勝子 - 柳楢悦の妻、その子に柳宗悦
- 妻：嘉納須磨子 - 竹添進一郎の娘[41]
  - 長女：綿貫範子（1893 - ） - 綿貫哲雄の妻[41]
  - 長男：竹添履信（1897 - 1934） - 外祖父の家督相続[41]、洋画家[42]。岳父の早川万一は早川智寛の養子[43]。
  - 三女：生源寺爽子（1898 - ） - 生源寺順の妻[41]
  - 四女：畠中希子（1899 - ） - 畠中恒治郎の妻[41]
  - 次男：嘉納履正（1900 - 1986）
    - 次男の子：嘉納行光（1932 - 2020）

  - 五女：鷹崎篤子（1907 - ） - 鷹崎正見の妻[41]
  - 三男：嘉納履方（1912 - ）
- 甥：嘉納健治
- ひ孫:嘉納明石[44]

## 弟子
- 講道館四天王
  - 山下義韶
  - 西郷四郎
  - 横山作次郎
  - 富田常次郎

### その他の主な弟子
| - 磯貝一 - 飯塚国三郎 - 永岡秀一 - 佐村嘉一郎 - 三船久蔵 - 田畑昇太郎 - 徳三宝 - 神田久太郎 - 眞田範衞 - 古曳保正 - 阿部信文 - 福田敬子 - 富木謙治 - 宗像逸郎 | - 前田光世 - 門脇誠一郎 - 望月稔 - 岡部平太 - 広瀬武夫 - 財部彪 - 八代六郎 - 岡田啓介 - 竹下勇 - 湯浅竹次郎 - 広田弘毅 - 五島慶太 - 杉村陽太郎 | - 八田一朗 - 若槻禮次郎 - 魯迅 - 西文雄 - 本田存 - 芦谷スエ子 - 安田勤子 - 小崎甲子 - 乗富政子 - 下田歌子 - 苫米地英俊 - 有馬純文 - 戸張瀧三郎 | - 本田増次郎 - 嘉納徳三郎 - 金栗四三 - エドワード・ウィリアム・バートン＝ライト - ワシリー・オシェプコフ - モーシェ・フェルデンクライス |

### 著名な架空人物の弟子
- シャーロック・ホームズ（嘉納治五郎がホームズに柔道（柔術）を伝授したという説がある）[45][46][47]

## 栄典

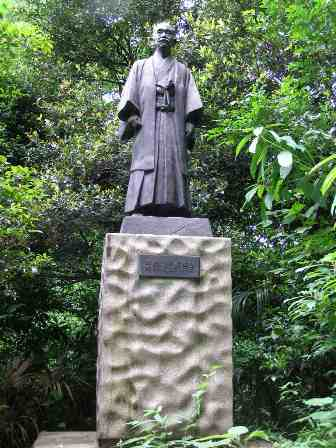
筑波大学附属小学校の占春園（元・東京高等師範学校附属小学校）にある嘉納治五郎像（東京都文京区）

### 位階
- 1885年（明治18年）6月5日 - 正七位[48]
- 1886年（明治19年）11月27日 - 従六位[49]
- 1891年（明治24年）12月21日 - 正六位[50]
- 1895年（明治28年）3月11日 - 従五位[51]
- 1898年（明治31年）3月30日 - 正五位[52]
- 1905年（明治38年）10月10日 - 従四位[53]
- 1910年（明治43年）10月31日 - 正四位[54]
- 1916年（大正5年）7月31日 - 従三位[55]
- 1920年（大正9年）2月10日 - 正三位[56]
- 1938年（昭和13年）5月4日 - 従二位[57]

### 勲章等
- 1889年（明治22年）11月29日 - 大日本帝国憲法発布記念章[58]
- 1896年（明治29年）12月25日 - 勲六等瑞宝章[59]
- 1898年（明治31年）12月28日 - 勲五等瑞宝章[60]
- 1902年（明治35年）12月27日 - 勲四等瑞宝章[61]
- 1906年（明治39年）12月27日 - 勲三等瑞宝章[62]
- 1911年（明治44年）10月26日 - 勲二等瑞宝章[63]
- 1919年（大正8年）5月24日 - 旭日重光章[64]
- 1920年（大正9年）1月16日 - 勲一等瑞宝章[65]
- 1928年（昭和3年）11月10日 - 大礼記念章
- 1931年（昭和6年）5月1日 - 帝都復興記念章
- 1932年（昭和7年）10月1日 - 朝鮮昭和五年国勢調査記念章
- 1938年（昭和13年）5月4日 - 勲一等旭日大綬章[57]

### 外国勲章佩用允許
- 1899年（明治32年）10月12日 - 第二等第三双竜宝星（英語版）（清国）
- 1915年（大正4年）
  - 11月9日 - 二等嘉禾章（支那共和国）[66]
  - 8月21日 - 第五回オリンピック競技欽定記念章（瑞典国）
- 1934年（昭和9年）3月1日 - 建国功労賞（満州国）
- 1935年（昭和10年）9月21日 - 満州帝国皇帝訪日記念章（満州国）

## ゆかりの地の銅像
1936年（昭和11年）11月28日、東京都文京区にあった旧東京文理科大学（旧・東京高等師範学校本館前、後の筑波大学 東京キャンパス）において、嘉納治五郎の長年の功労に謝恩の意を表するため、学校の同窓会員らが治五郎の喜寿記念像の製作を朝倉文夫に依頼し、国内で最初の嘉納治五郎像が設置された。
この銅像は第二次世界大戦中に金属類回収令によって供出され紛失したが、朝倉文夫作の同じ石膏型は残存しており、嘉納治五郎ゆかりの地において再建されている。台東区芸術文化財団によると「朝倉氏の遺言で、嘉納治五郎と深いゆかりがあるところにだけ建てることを許可する」とされている。
朝倉文夫作・同型
- 旧東京文理科大学（旧・東京高等師範学校本館前、後の筑波大学 東京キャンパス）（東京都文京区）1936年（昭和11年）11月28日除幕式。最初の嘉納治五郎像設置場所。（戦時中に紛失）
- 筑波大学附属小学校（旧・東京高等師範学校附属小学校）の自然観察園・占春園（東京都文京区）嘉納治五郎の没後20年目にあたる1958年（昭和33年）11月14日除幕式。
- 講道館（東京都文京区）嘉納治五郎の生誕100年記念行事として、1960年（昭和35年）10月29日除幕式。
- 筑波大学 筑波キャンパス（茨城県つくば市）嘉納治五郎生誕150周年、2010年（平成22年）12月10日除幕式。
- 灘中学校・高等学校（兵庫県神戸市）2012年（平成24年）6月2日除幕式。
- 台東区立朝倉彫塑館（東京都台東区）2020年東京五輪を目前に控え、柔道発祥地の証しを残し、台東区が永昌寺から約200mの台東区役所内に銅像の設置を決定。2019年（令和元年）2月10日～8月9日に台東区役所1階の台東アートギャラリーで展示され、後に朝倉彫塑館に収蔵。
- 天神山緑地公園（嘉納治五郎別荘跡地）（千葉県我孫子市）2020年4月15日除幕式。

別型
- 神戸市立御影公会堂（兵庫県神戸市）2017年（平成29年）に「嘉納治五郎記念コーナー」が開設され、嘉納治五郎の柔道着姿の銅像が展示されている。
- 日本オリンピックミュージアム（東京都新宿区）2019年、日本オリンピック委員会によってJAPAN SPORT OLYMPIC SQUARE に洋装の銅像の設置。

## 著作
全ての著作物は、書なども含めて著作権保護期間が終了し、パブリックドメインとなっている。

### 単著
- 『倫理学（批評）』哲学館（哲学館講義録）、1888年
- 『青年修養訓』同文館、1910年
- 『中学修身書』全5冊、元元堂書房、1911年
- 『高等修身書』全4冊、朝鮮総督府、1917年　※高等普通学校用
- 『講道館の沿革・使命及び其の事業』講道館、1917年
- 『精力善用国民体育』講道館文化会、1924年
- 『攻防式国民体育』講道館文化会、1928年
- 『柔道教本』上巻、三省堂、1931年9月
  - 大熊廣明編 『大正・昭和戦前期 日本体育基本文献集 第22巻』 日本図書センター、1998年3月、ISBN 4820558110
- Judo (Jujutsu). Board of Tourist Industry, Japanese Govt. Railways, 1937.
- 『講道館柔道の真意義』使命会, 1938年

### 共著
- 亘理章三郎共著『師範修身書』全6冊、金港堂書籍、1914年（新撰版、1918年）
- 亘理章三郎共著『女子修身書』全4冊・上級用、金港堂書籍、1915年（新撰版、1921年）※高等女学校用
- 亘理章三郎共著『実業修身書』全5冊、金港堂書籍、1917年

### 全集・集成
- 『嘉納治五郎 私の生涯と柔道』 大滝忠夫編、新人物往来社、1972年 ／ 日本図書センター〈人間の記録〉、1997年2月、ISBN 4820542419
- 『嘉納治五郎の教育と思想』長谷川純三編著、明治書院、1981年1月
- 『嘉納治五郎著作集』全3巻、五月書房、1983年9月-1983年11月
- 『嘉納治五郎大系』全15巻、本の友社、1987年10月-1988年5月
- Mind over muscle: writings from the founder of Judo. compiled by Naoki Murata, translated by Nancy H. Ross, Kodansha International, 2005, ISBN 4770030150.

## 関連作品

### 小説
- 姿三四郎 - 富田常雄の小説ならび、それを原作とする映像作品。嘉納をモデルにした矢野正五郎（幼名・矢野浩）が登場。
- 柔道一代 - 近藤竜太郎の小説ならび、それを原作とするテレビドラマ作品。小説は1877年から1889年にかけての嘉納とその弟子たちの歩みを描いたもので、登場人物は実名で登場。
- 東天の獅子 （夢枕獏）

### 映画
- 柔道一代（1963年4月21日公開、東映）監督:佐伯清 - 嘉納をモデルにした香野理五郎（演：杉浦直樹）が登場する [69]
- 明治の風雪・柔旋風（1965年3月13日公開、松竹）監督:渡辺邦男 - 主人公のモデルは嘉納治五郎 [70]

### ドラマ
- 柔道一代（1962年 - 1964年、TBS） - 嘉納をモデルにした真野修五郎が主人公（演：御木本伸介）
- 柔（1964年、NTV） - 嘉納をモデルにした矢野正五郎（矢野浩）が主人公（演：平井昌一）。主題歌：柔（美空ひばり）。
- 続・柔（1965年、NTV） - 上記『柔』の続編（演：平井昌一）。
- 黒帯風雲録 柔（1972年、NTV） - 上記『柔』『続・柔』をリメイクしたドラマ。嘉納をモデルにした矢野浩が主人公（演：佐々木剛）。
- 夢をかなえた男 マラソン王 金栗四三（1999年11月3日、テレビ熊本郷土の偉人シリーズ、演：神山繁）[71]
- いだてん〜東京オリムピック噺〜（2019年、NHK大河ドラマ、演：役所広司）

### 漫画
- 『姿三四郎』 - 漫画：本宮ひろ志。
- 『柔道の歴史 嘉納治五郎の生涯』 - 原作：橋本一郎、作画：作麻正明。
- 『黒帯疾風録』（改題『嘉納治五郎風雲録』） - 原作：橋本一郎、作画：ほんまりう 。
- 『風の柔士』- 漫画：真船一雄。
- 『真・餓狼伝』-原作： 夢枕獏 、作画：野部優美 。
- 『最後のレストラン』77話 - 漫画：藤栄道彦。
- 『ジャバウォッキー1914』 - 漫画：久正人 。
- 『小学館版学習まんが人物館 嘉納治五郎』小学館 - 監修：真田久、漫画：高田靖彦 、シナリオ：上野直彦 。
- 『コミック版世界の伝記 嘉納治五郎』ポプラ社 - 監修： 加来耕三 、原作：しずかかおる、漫画：かわのいちろう。
- 『なにくそ!!』 - 原作： 今野敏 、作画：竜崎遼児。漫画サンデーフォアマン（実業之日本社）連載。
- 『嘉納治五郎伝 柔の道』（アニメ『嘉納治五郎伝 柔の道』コミック書籍化）- 監修∶講道館、脚本∶富沢義彦、作画∶矢上裕　コミックレガリア。
- 『東天の獅子』 - 原作：夢枕獏『東天の獅子 天の巻・嘉納流柔術』、作画：青野てる坊、双葉社『週刊大衆』(2025年2月3日号 -) 2025年1月20日 - 連載中

### アニメ
- 『嘉納治五郎伝 柔の道』（全5話）- 監修∶講道館、脚本∶富沢義彦、作画∶矢上裕、アニメーション制作∶サクセス、後援∶全日本柔道連盟、日本マスターズ柔道協会
  - 第一章「勝海舟、治五郎を語る」
  - 第二章「六つの治五郎像」
  - 第三章「三四郎の真実」
  - 第四章「東の国の柔術」
  - 第五章「柔道、世界に羽ばたく」

### ゲーム
- 戦国パズル!!あにまる大合戦 - iOS・Android用ゲームアプリ。作中では動物寄りの擬人化をされたキャラクターとして登場。
- Rise of the Ronin - 幕末の1853年〜1868年を舞台としたオープンワールドアクションロールプレイングゲーム。幕府講武所の御前試合に登場。史実に照らし合わせれば嘉納は10歳にも満たず柔術修行前の時期だが、ゲーム作中では明るく前向きな性格の若き柔術家として、日々鍛錬に勤しみ、心身を鍛えその力を社会を良くするために用いたいと思っている。

## テレビ番組
- 歴史秘話ヒストリア 最初はひ弱なインテリだった～柔道を創った男・嘉納治五郎～（2009年9月30日、NHK）[72]